# 125° westerlengte
125° westerlengte (ten opzichte van de nulmeridiaan) is een meridiaan of lengtegraad, onderdeel van een geografische positieaanduiding in bolcoördinaten. De lijn loopt vanaf de Noordpool naar de Noordelijke IJszee, Noord-Amerika, de Grote Oceaan, de Zuidelijke Oceaan en Antarctica en zo naar de Zuidpool.
De meridiaan op 125° westerlengte vormt een grootcirkel met de meridiaan op 55° oosterlengte. De meridiaanlijn beginnend bij de Noordpool en eindigend bij de Zuidpool gaat door de volgende landen, gebieden of zeeën. 
| Land, gebied of zee | Nauwkeurigere gegevens                                                  |
| ------------------- | ----------------------------------------------------------------------- |
| Noordelijke IJszee  |                                                                         |
| Beaufortzee         |                                                                         |
| Canada              | Northwest Territories - Bankseiland                                     |
| Golf van Amundsen   |                                                                         |
| Canada              | Northwest Territories (dwarst Great Bear Lake), Yukon, British Columbia |
| Straat van Georgia  |                                                                         |
| Canada              | British Columbia - Vancouvereiland                                      |
| Grote Oceaan        |                                                                         |
| Zuidelijke Oceaan   |                                                                         |
| Antarctica          | Niet-toegeëigend gebied in Antarctica                                   |